# 11Y busz (Sopron)
A soproni 11Y jelzésű autóbusz Jereván lakótelep és Thököly tér végállomások között közlekedik.

## Története
A 11Y jelzésű busz 2023. december 8-ig a Keleti rendező pályaudvartól indult, és a Kőszegi úton, majd a Fraknói utcán át érte el a Thököly téri végállomást. Ellenkező irányban viszont a Fraknói utca, Gyiróti utca megállóhely után először a Szent István templom érintésével, majd a József Attila lakótelep feltárásával, végül pedig a vasútállomás, az Ógabona tér és az autóbusz-állomás érintésével halad a Jereván lakótelepig. Ez a járat a Felsőbüki Nagy Pál utca 36. megállóhelytől a 12-es busszal azonos útvonalon jár. Az autóbusz csak tanítási munkanapokon, reggel közlekedik. A járat a Keleti rendezőhöz 17-es jelzéssel érkezett meg a Jereván lakótelepről.
 A 11Y busz 2012. április 30.-ig 11M jelzéssel, ugyanezen az útvonalon közlekedett.
 2012. szeptember 28-tól a járat az útkorrekció miatt a Felsőbüki Nagy Pál utca 70. elnevezésű megállóhelyet nem érinti.
 2015. december 12-ig a 11Y jelzésű autóbuszok a Jereván lakótelep felé a jelenlegi Ógabona tér helyett a Várkerületen át közlekedtek. Az útvonal módosítására az új várkerületi ütemes menetrend kialakítása miatt volt szükség, amelybe ezt a járatot nem lehetett beilleszteni.
 2023. december 11-től a 17-es busz összevonásra került a 11Y járattal, melynek értelmében utóbbi viszonylat a Thököly tér felé már nem a Keleti rendezőtől indul, hanem a Jereván lakótelepről. Ellenkező irányú menete változatlan formában megmaradt.

## Útvonal
| Jereván lakótelep → Keleti rendező → Thököly tér |
| --- |
| Jereván lakótelep végállomás – IV. László király utca – Juharfa út – Teleki Pál út – Lackner Kristóf utca – Ógabona tér – Petőfi tér – Széchenyi tér – Erzsébet utca – Csengery utca – Kőszegi út – Csepel utca – Kőszegi út – Semmelweis utca – Fraknói utca – Kuruc körút – Csóronfalvi utca – Thököly tér – Vak Bottyán utca – Thököly tér végállomás |

| Thököly tér → József Attila lakótelep → Jereván lakótelep |
| --- |
| Thököly tér végállomás – Vak Bottyán utca – Thököly tér – Csóronfalvi utca – Kuruc körút – Fraknói utca – Kőfaragó tér – Magyar utca – Kőszegi út – Felsőbüki Nagy Pál utca – Vas Gereben utca – Vasvári Pál utca – József Attila utca – Barátság park – Béke út – Batsányi utca – Csengery utca – Erzsébet utca – Állomás utca – Mátyás király utca – Széchenyi tér – Petőfi tér – Ógabona tér – Lackner Kristóf utca – Teleki Pál út – Juharfa út – Jereván lakótelep végállomás |

## Megállóhelyek
| Távolság (km) | Idő (perc) | Megállóhely neve / korábbi neve(i)          | Idő (perc) | Távolság (km) | Átszállási lehetőségek | Fontosabb nevezetességek, helyek, áruházak és intézmények a közelben |
| ------------- | ---------- | ------------------------------------------- | ---------- | ------------- | --- | --- |
| 0             | 0          | Jereván lakótelep                           | 23         | 7,2           | 1, 2, 3Y, 5, 5A, 5Y, 7, 7B, 7T, 10, 10B, 10Y, 11, 11B, 12, 12B, 13, 17, 27, 27A, 27B, 27T                                                                                      | Helyi buszvégállomás |
| 0,3           | 1          | Juharfa út 16.                              | 22         | 7,0           | 1, 2, 5Y, 7, 7B, 7T, 12, 12B, 13, 13B, 17, 27, 27B, 27T | |
| 0,7           | 2          | Teleki Pál út 2.                            | 21         | 6,6           | 1, 2, 3Y, 5, 5A, 5B, 5Y, 7, 7A, 7B, 7T, 10, 10B, 10Y, 12, 12B, 13, 13B, 17, 27, 27A, 27B, 27T                                                                                  | McDonald’s étterem Sopron Pláza Káposztás utcai Stadion Ibolya-tó |
| 1,5           | 4          | Lackner Kristóf utca, autóbusz-állomás      | 20         | 6,0           | 1, 2, 3, 3Y, 4, 5, 5A, 5B, 5T, 5Y, 7, 7A, 7B, 7T, 8, 10, 10B, 10Y, 12, 12B, 13, 13B, 14, 14B, 15, 15A, 17, 21, 27, 27A, 27B, 27T, 32, 33 Helyközi és távolsági autóbuszjáratok | Soproni autóbusz-állomás Soproni Rendőrkapitányság Káposztás utcai Stadion INTERSPAR áruház Vásárcsarnok                                                                                        |
| 1,8           | 5          | Ógabona tér, Újteleki utca                  | 18         | 5,5           | 1, 2, 3Y, 4, 5, 5A, 5B, 5T, 7, 7A, 7B, 7T, 10, 10B, 10Y, 12, 12B, 13, 14, 14B, 15, 15A, 32, 33                                                                                 | Tűztorony Városháza Szentháromság-szobor Szent György-templom |
| –             | –          | Széchenyi tér                               | 16         | 5,0           | 1, 2, 3Y, 4, 5, 5A, 5B, 5T, 7, 7A, 7B, 7T, 10, 10B, 10Y, 11, 11A, 11B, 12, 12B, 13B, 14, 14B, 15, 15A, 27, 27A, 27B, 27T, 27Y, 32, 33                                          | Liszt Ferenc Konferencia- és Kulturális Központ Soproni Petőfi Színház Posta Soproni Szent Júdás Tádé-templom SOE Lámfalussy Sándor Közgazdaságtudományi Kar Európa leghosszabb tere – Deák tér |
| 2,3           | 7          | Erzsébet utca                               | –          | –             | 1, 2, 3Y, 4, 5, 5A, 5B, 5T, 7, 7A, 7B, 7T, 10, 10B, 10Y, 11, 11A, 11B, 12, 12B, 13B, 14, 14B, 15, 15A, 27, 27A, 27B, 27T, 27Y, 32, 33                                          | Liszt Ferenc Konferencia- és Kulturális Központ Soproni Petőfi Színház Posta Soproni Szent Júdás Tádé-templom SOE Lámfalussy Sándor Közgazdaságtudományi Kar Európa leghosszabb tere – Deák tér |
| –             | –          | Mátyás király utca, Deák tér                | 15         | 4,6           | 1, 2, 3Y, 4, 5, 5A, 5B, 5T, 7, 7A, 7B, 7T, 10, 10B, 10Y, 11, 11A, 11B, 12, 12B, 27Y, 32                                                                                        | Liszt Ferenc Konferencia- és Kulturális Központ Soproni Petőfi Színház Posta Soproni Szent Júdás Tádé-templom SOE Lámfalussy Sándor Közgazdaságtudományi Kar Európa leghosszabb tere – Deák tér |
| 2,9           | 9          | Csengery utca, nyomda                       | –          | –             | 1, 2, 3Y, 4, 5, 5A, 5T, 7, 7A, 7B, 7T, 10, 10B, 10Y, 11, 11A, 11B, 12, 12B, 22, 27, 27A, 27B, 27T, 27Y, 32 Helyközi és távolsági autóbuszjáratok                               | Sopron vasútállomás GYSEV Zrt. SPAR szupermarket |
| –             | –          | GYSEV pályaudvar                            | 13         | 4,4           | 1, 2, 3Y, 4, 5, 5A, 5T, 7, 7A, 7B, 7T, 10, 10B, 10Y, 11, 11A, 11B, 12, 12B, 22, 27, 27A, 27B, 27T, 27Y, 32 Helyközi és távolsági autóbuszjáratok                               | Sopron vasútállomás GYSEV Zrt. SPAR szupermarket |
| –             | –          | Csengery utca, Elzett-udvar                 | 12         | 4,0           | 1, 2, 3Y, 4, 10, 10B, 10Y, 12, 12B | Soproni Kereskedelmi és Iparkamara Európa leghosszabb tere – Deák tér |
| –             | –          | Béke út                                     | 10         | 3,7           | 12, 12B | |
| –             | –          | József Attila lakótelep                     | 8          | 3,1           | 12, 12B | SVSE sporttelep Posta |
| –             | –          | Felsőbüki Nagy Pál utca 36.                 | 7          | 2,7           | 12, 12B | |
| 3,5           | 10         | Hőközpont utca Kőszegi út, selyemgyár       | 5          | 1,7           | 4, 5, 5A, 5T, 5Y, 7, 7A, 7B, 7T, 11, 11A, 11B, 22, 27, 27A, 27B, 27T, 27Y, 32 Helyközi és távolsági autóbuszjáratok                                                            | |
| 4,0           | 11         | Csepel utca, tűgyár                         | –          | –             | 11B | |
| 4,2           | 13         | Keleti rendező                              | –          | –             | 11B | GYSEV rendező pályaudvar |
| 4,4           | 14         | Csepel utca, tűgyár                         | –          | –             | 11B | |
| 5,2           | 15         | Hőközpont utca Kőszegi út, selyemgyár       | –          | –             | 4, 5, 5A, 5T, 5Y, 7, 7A, 7B, 7T, 11, 11A, 11B, 22, 27, 27A, 27B, 27T, 27Y, 32 Helyközi és távolsági autóbuszjáratok                                                            | |
| 6,2           | 16         | Kőszegi út 1.                               | –          | –             | 4, 5, 5A, 5T, 5Y, 7, 7A, 7B, 7T, 11, 11A, 11B, 22, 27, 27A, 27B, 27T, 27Y, 32 Helyközi és távolsági autóbuszjáratok                                                            | Szent István park Soproni Szent István Plébánia Sopron mentőállomás Soproni Erzsébet Oktató Kórház és Rehabilitációs Intézet Posta                                                              |
| –             | –          | Fraknói utca, Szent István templom          | 4          | 1,2           | 5B, 5Y, 7, 7A, 7B, 7T, 11A, 13, 13B, 14, 14B, 15, 15A, 27, 27A, 27B, 27T, 27Y, 33                                                                                              | Szent István park Soproni Szent István Plébánia Sopron mentőállomás Soproni Erzsébet Oktató Kórház és Rehabilitációs Intézet Posta                                                              |
| 6,6           | 17         | Fraknói utca, Gyiróti utca Fraknói utca 16. | 3          | 0,9           | 7T, 11, 11A, 11B, 27T | Szent István park Soproni Szent István Plébánia Sopron mentőállomás Soproni Erzsébet Oktató Kórház és Rehabilitációs Intézet Posta                                                              |
| 6,9           | 18         | Kuruc körút, sporttelep Kuruc körút         | 2          | 0,6           | 7T, 11, 11A, 11B, 27T | Halász Miklós Sporttelep |
| 7,2           | 19         | Csóronfalvi utca                            | 1          | 0,3           | 7T, 11, 11A, 11B, 27T | |
| 7,7           | 20         | Thököly tér                                 | 0          | 0             | 7T, 11, 11A, 11B, 27T | |